# 헬리
《헬리》(스페인어: Heli)는 2013년 공개된 멕시코의 드라마 영화이다.

## 출연

### 주연
- 아만도 에스피티아
- 안드레아 베르가라
- 린다 곤잘레스

### 조연
- 후안 에두아르도 팰라시오스
- 레이나 토레스
- 케니 존스턴
- 가브리엘 리예스
- 로라 샐다나 퀸테로
- 라몬 알바레즈
- 아구스틴 살라자르 헤르난데스
- 후안 파블로 니브즈 도망게즈
- 제이미 오스발도 치아 팰라시오스
- 비르질리오 로페즈 마시아스
- 에두아르도 르네 살라자르 구에레카
- 루이스 제라도 바레라 파스트라노
- 안토니오 드 지저스 에스피노자 메드라노
- 마리아 이네스 헤르난데즈 로이자

## 기타
- 공동제작: 유스트 드 브리스
- 공동제작: 에바 아이젠로펠
- 공동제작: 티터스 크레엔베르그
- 공동제작: 장 라바디
- 공동제작: 레온틴 페티트
- 라인프로듀서: 니콜라스 셀리스
- 협력프로듀서: 아마트 에스칼란테
- 협력프로듀서: 카를로스 레이가다스
- 협력프로듀서: 후안 카를로스 로메로 시크만
- 조감독: 인티 알다소로
- 조감독: 알렉산더 드 그라프
- 미술: 다니엘라 슈나이더
- 시각효과: 로드리고 에체바리아
- 시각효과: 후안 마누엘 노갈레스
- CG: 루이스 몬트마이어
- 분장팀: 호르헤 푸엔테스
- 의상: 다니엘라 슈나이더
- 배역: 알렉산더 드 그라프
- 배역: 마틴 에스칼란테
- 배역: 가브리엘 리예스
- 배역: 다니엘라 슈나이더
- 배역: 줌루트 카부소글루
- 프로덕션매니저: 필립 아코카
- 프로덕션매니저: 카리나 블랑코
- 프로덕션매니저: 마튼 드 그라프
- 프로덕션매니저: 나탈리아 로페즈
- 프로덕션매니저: 피오렐라 모레티
- 프로덕션매니저: 에두아르도 빌라돔스